# زنزانات وتنانين: غضب إله التنين
زنزانات وتنانين: غضب إله التنين (بالإنجليزية: Dungeons & Dragons: Wrath of the Dragon God)‏ هو فيلم حركة ومغامرات تم إنتاجه في الولايات المتحدة وصدر سنة 2005، بطولة بروس باين.

## القصة
معًا، يقوم أربعة أبطال ببناء جيشهم الخاص لاستعادة الجرم السماوي، باستخدام قوى العناصر لهزيمة دامودار قبل أن يستدعي التنين الأسود النائم .

## الميزانية والإيرادات
كلف الفيلم 12 مليون دولار وحقق 1.7 مليون دولار.

## وصلات
زنزانات وتنانين: غضب إله التنين على موقع IMDb (الإنجليزية)
- زنزانات وتنانين: غضب إله التنين على موقع روتن توميتوز (الإنجليزية)
- زنزانات وتنانين: غضب إله التنين على موقع نتفليكس (الإنجليزية)
- زنزانات وتنانين: غضب إله التنين على موقع ألو سيني (الفرنسية)
- زنزانات وتنانين: غضب إله التنين على موقع Turner Classic Movies (الإنجليزية)
- زنزانات وتنانين: غضب إله التنين على موقع أول موفي (الإنجليزية)
- زنزانات وتنانين: غضب إله التنين على موقع فيلمافينيتي (الإسبانية)
- زنزانات وتنانين: غضب إله التنين على موقع قاعدة بيانات الفيلم (الإنجليزية)
- زنزانات وتنانين: غضب إله التنين على موقع ليتربوكسد (الإنجليزية)
- زنزانات وتنانين: غضب إله التنين على موقع كينوبويسك (الروسية)